# Sameiro (Manteigas)
Sameiro is een plaats (freguesia) in de Portugese gemeente Manteigas en telt 460 inwoners (2001).